# Drosophila converga
Drosophila converga este o specie de muște din genul Drosophila, familia Drosophilidae, descrisă de Heed și Wheeler în anul 1957. Conform Catalogue of Life specia Drosophila converga nu are subspecii cunoscute.